# Clos-Fontaine
Clos-Fontaine ist eine französische Gemeinde mit 235 Einwohnern (Stand 1. Januar 2022) im Département Seine-et-Marne in der Region Île-de-France. Der Ort in der Brie ist über die Landstraße D56 zu erreichen.

## Sehenswürdigkeiten
- Kirche Saint-Laurent, erbaut ab dem 12. Jahrhundert

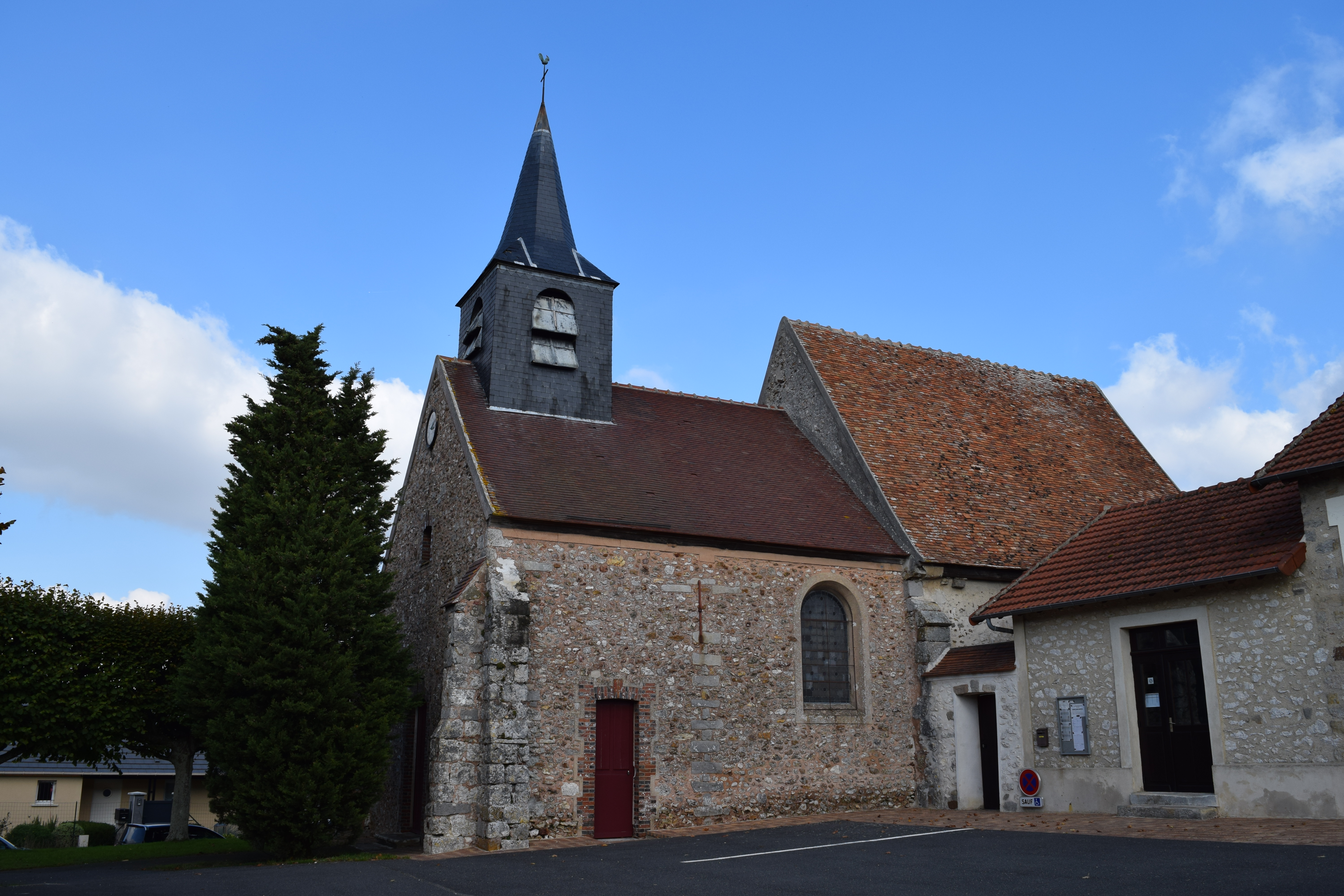
Kirche Saint-Laurent